# آب كنه
آب كنه (بالفارسية: آبکنه) (بالفارسية: آبکنه)، قرية في ناحية بيرم (بالفارسية: بخش بيرم)، قسم بلاده الريفي، مقاطعة لارستان، محافظة فارس، إيران. بلغ عدد سكانها حسب إحصاء عام 2006 ميلادية 799 نسمة في 143 عائلة.